# Oligomyrmex wroughtonii
Oligomyrmex wroughtonii är en myrart som först beskrevs av Auguste-Henri Forel 1902.  Oligomyrmex wroughtonii ingår i släktet Oligomyrmex och familjen myror. Inga underarter finns listade i Catalogue of Life.